# Kvalserien till Elitserien i ishockey 1984
Kvalserien till Elitserien i ishockey 1984 spelades för att avgöra vilka lag som skulle få spela i Elitserien 1984/1985. Kvalserien bestod av fyra lag och spelades i sex omgångar. Hammarby IF tog platsen till Elitserien, medan Modo, IK VIK Hockey och Jönköpingslaget HV 71 fick spela i Division I 1984/1985.

## Slutställning
| Nr | Lag           | S | V | O | F | GM | IM | MS  | P |
| -- | ------------- | - | - | - | - | -- | -- | --- | - |
| 1  | Hammarby IF   | 6 | 4 | 1 | 1 | 31 | 22 | +9  | 9 |
| 2  | Modo AIK      | 6 | 4 | 0 | 2 | 30 | 21 | +9  | 8 |
| 3  | IK VIK Hockey | 6 | 2 | 1 | 3 | 24 | 34 | −10 | 5 |
| 4  | HV71          | 6 | 1 | 0 | 5 | 22 | 30 | −8  | 2 |